# Sumter megye (Dél-Karolina)
Sumter megye az Amerikai Egyesült Államokban, azon belül Dél-Karolina államban található. Megyeszékhelye és legnagyobb városa Sumter. Lakosainak száma 105 556 fő (2020. április 1.). Sumter megye Lee, Clarendon, Florence, Calhoun, Richland és Kershaw megyékkel határos.

## Népesség
A megye népességének változása:
| Lakosok száma | 107 572 | 107 401 | 108 127 | 108 123 | 107 480 | 105 556 |
|               | 2010    | 2011    | 2012    | 2013    | 2015    | 2020    |